# جون هاريس (لاعب كرة قدم بريطاني)
جون هاريس (بالإنجليزية: John Harris) (3 أبريل 1939 في المملكة المتحدة - سبتمبر 2023) هو لاعب كرة قدم بريطاني في مركز الدفاع. لعب مع نادي والسول ووولفرهامبتون واندررز ونادي راشل أوليمبيك.

## وصلات خارجية
- جون هاريس على موقع قاعدة بيانات كرة القدم.إي يو (الإنجليزية)
- جون هاريس على موقع قاعدة بيانات كرة القدم.إي يو (الإنجليزية)